# Триградско ждрело
Триградското ждрело е изключително живописен пролом на Триградска река (ляв приток на Чаирдере, дясна съставяща на Въча) в Южна България, в Западните Родопи, Община Девин, област Смолян.

## Географско описание
Ждрелото е с епигенетичен произход и е с дължина около 7 km, като същинското ждрело е около 2 – 3 km. Всечено е до 300 – 350 m всред силно окарстени протерозойски мрамори. Има тясно (от 100 до 300 m) скалисто легло и стръмни до отвесни склонове. Западната му стена се издига на височина до 180 m, а източната достига до 300 – 350 m. Триградското ждрело е трето по дължина е в България, след Буйновското и Трънското ждрело.
Започва на около 1,5 km северно от село Триград на около 1180 m н.в., където Триградска река влиза в пещерата Дяволското гърло и 530 m след това излиза като голям карстов извор. Същинското ждрело свършва при устието на Триградска река в Чаирдере на около 1020 m н.в., а целият пролом продължава още 4 – 5 km и завършва при устието на Мугленска река вливаща се отдясно в Чаирдере на около 876 m н.в.

## Защитена местност
За опазване на редки и ендемични растителни и животински видове и за опазване на природни местообитания, през 1963 г. е създадена защитена местност Триградското ждрело.

## Туризъм
Триградското ждрело е част от Стоте национални туристически обекта на Български туристически съюз, като печатът е в хижа „Триградски скали“ и в пещера Дяволското гърло. Основната забележителност на ждрелото е изумителната пещера Дяволското гърло, която се намира на левия (западен) скат. В източния му склон, много по-високо се намира друга известна пещера – Харамийска дупка. На около 500 m преди началото на ждрелото се намира жижа „Триградски скали“, а в близост до нея е единствения в България „Музей на мечката“.

## Транспорт
По цялото протежение на ждрелото преминава участък от тесен, еднолентов път, който е единствената връзка за селата Триград, Водни пад, Жребево и Кестен.

## Топографска карта
- Лист от карта K-35-85. Мащаб: 1 : 100 000.